# Bohemian Rhapsody (film)
Bohemian Rhapsody è un film del 2018 diretto da Bryan Singer.
La pellicola ripercorre i primi quindici anni di storia del gruppo musicale dei Queen e del suo frontman Freddie Mercury, dalla nascita della band nel 1970 fino al concerto Live Aid del 1985.
Il film ha ricevuto quattro Oscar durante la 91ª edizione dei premi (miglior attore, miglior montaggio, miglior montaggio sonoro, miglior sonoro), risultando il film con più premi vinti in quell'edizione.

## Trama
Nel 1970, Farrokh Bulsara, un ventiquattrenne britannico di origini parsi che studia design all'università e lavora come scaricatore di bagagli all'aeroporto di Londra-Heathrow, assiste all'esibizione in un locale notturno di una band di nome Smile. Dopo lo spettacolo, incontra il chitarrista e il batterista del gruppo, Brian May e Roger Taylor; parlando con loro, Farrokh si offre di sostituire il loro cantante Tim Staffell, che proprio quella sera ha lasciato il gruppo. Dopo il concerto, Farrokh conosce una ragazza, la commessa Mary Austin. Più avanti, si aggiunge il bassista John Deacon e la band cambia nome in Queen, per poi iniziare a tenere concerti in tutta la Gran Bretagna. 
Grazie al loro successo e alla loro sperimentazione musicale, la band fa colpo su John Reid, un famoso manager dell'etichetta discografica EMI, che procura loro un contratto. Allo stesso tempo, Farrokh cambia legalmente il suo nome in Freddie Mercury e si fidanza con Mary. La band incide tre album, che scalano le classifiche in America; durante il primo tour della band negli Stati Uniti, Freddie inizia ad avere dei dubbi sulla propria sessualità. Nel 1975 i Queen registrano il loro quarto album, A Night at the Opera, ma subito dopo lasciano la EMI dopo aver litigato con il dirigente Ray Foster, che si era rifiutato di pubblicare la canzone Bohemian Rhapsody come singolo di lancio dell'album, principalmente lamentandosi  dell'ermetismo del testo, la struttura non convenzionale e l'eccessiva lunghezza (circa 6 minuti, quando le emittenti radiofoniche in genere non trasmettono brani di durata superiore ai 3 minuti), e avrebbe voluto come singolo principale del disco un brano più accessibile al grande pubblico, come I'm in Love with my Car, che però il gruppo considera scontata. Freddie riesce poi a far trasmettere in radio la canzone dal DJ Kenny Everett; essa, nonostante le recensioni generalmente negative della critica, diventa un grande successo.
Dopo il tour mondiale, Freddie inizia una relazione con Paul Prenter, il suo manager personale, ed è costretto a rompere il fidanzamento con Mary (che aveva comunque capito da tempo che lui le nascondeva qualcosa) e a doverle confessare di essere bisessuale. Nel 1981, dopo una sontuosa festa a casa sua, Freddie fa la conoscenza di Jim Hutton, un cameriere della festa, di cui si innamora ed al quale si dichiara; Jim però lo rifiuta, dicendogli di tornare da lui solo quando avrà imparato ad apprezzare sé stesso. Il successo del quartetto, spinto dal nuovo singolo Another One Bites the Dust, continua fino ai primi anni '80, periodo in cui nel gruppo nascono delle tensioni a causa della direzione presa dalla loro musica e dei cambiamenti nell'atteggiamento di Freddie, che ha licenziato il manager John Reid senza neppure consultarsi con il resto della band. La situazione peggiora quando una conferenza stampa per promuovere l'album Hot Space, del 1982, viene disattesa dai giornalisti che, invece di porre domande sul disco, incalzano Freddie con domande sulla sua vita personale e sulla sua sessualità. Il successivo album The Works (1984) non porta certo risultati migliori: MTV censura il video del brano I Want to Break Free perché i Queen vi compaiono vestiti da donne, e la stampa, anziché attaccare l'autore del singolo John Deacon o il membro del gruppo che ha effettivamente avuto l'idea di girare il video in abiti femminili, cioè Roger Taylor, rende il solo Freddie Mercury vittima di un "linciaggio" mediatico.
Il rapporto del cantante con i suoi compagni di band si rompe dopo la pubblicazione di I Want to Break Free, quando Freddie, affermando di aver bisogno di una pausa, annuncia loro di aver firmato un contratto da 4 milioni di dollari (una cifra molto superiore a tutte quelle che siano mai state pagate ai Queen) con la CBS Records per incidere due album da solista. Mercury si trasferisce a Monaco per lavorare al suo primo album da solista, Mr. Bad Guy, e si ritrova spesso coinvolto in feste a base di alcool e orge omosessuali su idea di Paul. Mary, che aspetta un figlio dal suo nuovo compagno David, decide di fargli visita e lo esorta a tornare con i Queen, facendogli capire che è la band la sua vera famiglia, e ad accettare con essi di esibirsi per circa venti minuti al Live Aid, un concerto di beneficenza per combattere la fame in Africa organizzato da Bob Geldof al stadio di Wembley, in programma per il 13 luglio 1985. Sentendo dire ciò a Mary, Freddie scopre che Paul gli ha nascosto la notizia del concerto e molte altre cose, quindi si arrabbia con lui e rompe immediatamente la loro relazione. Per vendicarsi, Paul racconta pubblicamente ai media le numerose esperienze omosessuali di Freddie.
Finalmente, Freddie torna a Londra per tentare di chiedere perdono a Brian, John, Roger e al loro manager, Jim "Miami" Beach. I quattro, dopo una breve discussione e l'ammissione da parte di Freddie di tutte le proprie colpe, si riconciliano e riescono a ottenere un posto all'ultimo minuto nel Live Aid. Allo stesso tempo però Freddie, durante una sessione di incisione, tossisce sputando sangue: siccome in quel periodo si sta diffondendo nel mondo l'AIDS, il cantante decide di sottoporsi al test diagnostico della malattia e scopre di esserne affetto. Freddie sceglie quindi di riferire la triste notizia solo al resto della band, durante una prova: i quattro si abbracciano e si promettono a vicenda che resteranno insieme finché sarà possibile.
Nel giorno del Live Aid, Freddie va a cercare Jim Hutton, dal quale viene questa volta accettato, e si riconcilia finalmente con la sua famiglia, accettando una massima zoroastriana molto cara a suo padre: "Buoni pensieri, buone parole, buone azioni". Mary si reca al concerto con David e Jim. Il Live Aid si rivela un enorme successo, con Mercury che, in diretta televisiva mondiale, coinvolge enormemente la folla con canzoni come Bohemian Rhapsody, Radio Ga Ga, Hammer to Fall e We Are the Champions; è proprio durante l'esibizione dei Queen che la cifra raccolta grazie alle telefonate dei telespettatori raggiunge e supera il milione di sterline, soglia prevista come obiettivo per la beneficenza.
Freddie Mercury muore il 24 novembre 1991, all'età di 45 anni, a causa di una polmonite dovuta all'AIDS; in seguito alla scomparsa del cantante, i Queen continuano la loro attività e i membri rimasti, insieme a Beach, creano, l'anno dopo, il Mercury Phoenix Trust, per aiutare a combattere l'AIDS in tutto il mondo.

## Personaggi
- Freddie Mercury, nato Farrokh Bulsara, interpretato da Rami Malek da adulto e da Adam Rauf da bambino: pianista, cantante e frontman dei Queen.[4]
- Roger Taylor, interpretato da Ben Hardy: batterista del gruppo.[5]
- John Deacon, interpretato da Joseph Mazzello: bassista del gruppo.[5]
- Brian May, interpretato da Gwilym Lee: chitarrista del gruppo.[5]
- Paul Prenter, interpretato da Allen Leech: manager personale di Freddie Mercury, sarà anche per un certo periodo il suo compagno.[6]
- Mary Austin, interpretata da Lucy Boynton: compagna di tutta la vita di Freddie Mercury, prima come fidanzata e poi come migliore amica.[7]
- Jim Hutton, interpretato da Aaron McCusker: cameriere e l'ultimo compagno di Freddie Mercury.[8]
- John Reid, interpretato da Aidan Gillen: primo manager dei Queen, verrà licenziato da Mercury.[9]
- Jim Beach, interpretato da Tom Hollander: avvocato e secondo manager dei Queen.[9]

## Produzione

### Sviluppo
Nel 2010 Brian May annuncia che era in progetto un film sui Queen e su Freddie Mercury, la cui sceneggiatura era affidata a Peter Morgan; nei panni di Freddie Mercury ci sarebbe stato Sacha Baron Cohen, mentre in produzione la TriBeCa Productions, con le riprese fissate al 2011.
Nel luglio 2013 Sacha Baron Cohen afferma di aver rinunciato alla parte a causa di divergenze artistiche tra lui e i membri della band. Successivamente May dichiara che la separazione è stata consensuale, avvenuta perché la presenza di Cohen avrebbe distratto gli spettatori. Anni dopo, Cohen rilascia alcune dichiarazioni durante un'intervista radiofonica con Howard Stern:
(Sacha Baron Cohen)
Nel dicembre 2013 viene annunciato che Ben Whishaw avrebbe preso il posto di Cohen e che la regia sarebbe stata affidata a Dexter Fletcher, il quale tuttavia si defilò dal progetto nel marzo dell'anno successivo, insieme a Whishaw, impegnato sul set del film Spectre.
Alla fine del 2015 la casa di produzione GK Films assume lo sceneggiatore neozelandese Anthony McCarten per stendere una nuova sceneggiatura, col titolo Bohemian Rhapsody. Il 4 novembre 2016 viene annunciato che la New Regency e la GK Films saranno nella produzione della pellicola, le cui riprese sarebbero iniziate nei primi mesi del 2017, con Rami Malek nei panni di Freddie Mercury e Bryan Singer alla regia.

### Regia
Il 4 dicembre 2017 la 20th Century Fox annuncia il licenziamento del regista Bryan Singer, dopo che un'assenza ingiustificata aveva bloccato le riprese per una settimana; al suo posto viene richiamato Dexter Fletcher, per finire le riprese e seguire la post-produzione. Nel giugno 2018 viene annunciato che l'unico accreditato alla regia del film sarà Bryan Singer.
Il budget del film è stato di 52 milioni di dollari.

## Colonna sonora
La colonna sonora del film è stata curata da John Ottman, collaboratore assiduo del regista Bryan Singer. Il 19 ottobre 2018 è stato pubblicato l'album ufficiale contenente una selezione di 22 tracce tra i brani più famosi dei Queen e 11 pezzi inediti, incluse 5 tracce provenienti dal concerto del Live Aid, che in precedenza non era mai stato distribuito in formato audio.

## Promozione

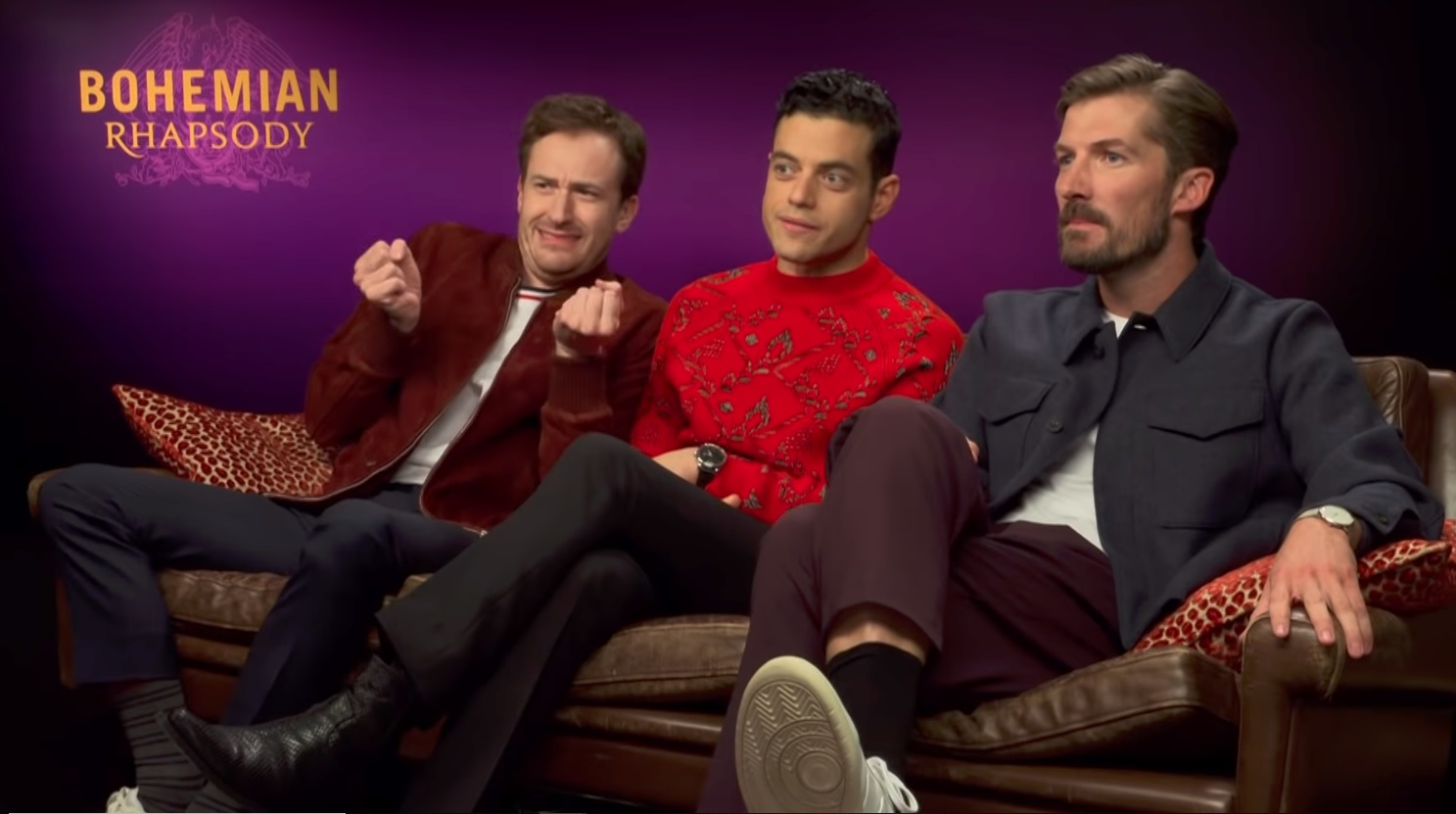
Joseph Mazzello, Rami Malek e Gwilym Lee durante un'intervista

Il primo teaser trailer del film viene diffuso il 14 maggio 2018 insieme al primo poster ufficiale, mentre il trailer esteso viene diffuso il giorno seguente, anche nella versione italiana.

## Distribuzione
La pellicola è stata proiettata in anteprima mondiale il 23 ottobre 2018 a Londra, alla Wembley Arena, di fronte al Wembley Stadium dove si tenne il celebre concerto Live Aid, votato come la migliore esibizione di tutti i tempi; la visione è stata aperta al pubblico e l'incasso è stato devoluto alla Mercury Phoenix Trust, un'organizzazione che cerca di combattere l'AIDS in tutto il mondo.
Il film è stato distribuito nelle sale cinematografiche statunitensi a partire dal 2 novembre 2018 e in quelle italiane dal 29 novembre dello stesso anno.

### Divieti
Negli Stati Uniti il film è stato vietato ai minori di 13 anni non accompagnati da adulti. Il film è stato censurato in Malaysia, dove sono stati tagliati un totale di 24 minuti relativi al videoclip di I Want to Break Free e a ogni aspetto della sessualità di Freddie Mercury, causando profondi buchi di trama; nonostante questi tagli il film è stato vietato ai minori di 18 anni. In Cina sono state tagliate tutte le scene in cui Freddie Mercury bacia altri uomini. In Italia non ha avuto divieti.

### Edizione italiana
La direzione del doppiaggio e i dialoghi italiani sono stati a cura di Marco Guadagno per conto della CDC Sefit Group.

### Edizioni home video
L'edizione home video del film contiene delle scene eliminate, tra cui la performance integrale del Live Aid di 22 minuti, comprendenti le canzoni Crazy Little Thing Called Love e We Will Rock You che sono state tagliate dalla versione cinematografica.

## Accoglienza

### Incassi
Il film ha incassato 216668042 $ in Nord America e 694141269 $ nel resto del mondo, per un totale di 910813521 $. Ha avuto un notevole successo in Italia, dove è diventato il film col maggior incasso del 2018, con un incasso totale di 29079056 €, è il 18º film col maggiore incasso.

### Critica
Sull'aggregatore di recensioni Rotten Tomatoes ha un indice di gradimento del 60% basato su 421 recensioni, con un voto medio di 6,1 su 10. Su Metacritic ottiene un punteggio di 49 su 100 basato su 50 recensioni. In particolare sono stati criticati gli aspetti relativi alla vita e alla sessualità di Freddie Mercury, ma hanno riscontrato buoni consensi la performance di Rami Malek e le sequenze musicali.

### Primati
Il film è il biopic musicale di maggior successo nella storia del cinema.
In Italia il film ha ottenuto il maggiore incasso cinematografico del 2018 con 21252608 €, poi cresciuti a 29079056 €, diventando il 10° maggior incasso italiano di sempre, e scendendo poi al 18º posto.

## Riconoscimenti
- 2019 - Premio Oscar[3][44]
  - Miglior attore protagonista a Rami Malek
  - Miglior montaggio a John Ottman
  - Miglior sonoro a Paul Massey, Tim Cavagin e John Casali
  - Miglior montaggio sonoro a John Warhurst e Nina Hartstone
  - Candidatura per il miglior film
- 2019 - Golden Globe[45][46]
  - Miglior film drammatico
  - Miglior attore in un film drammatico a Rami Malek
- 2018 - San Diego Film Critics Society Awards[47]
  - Candidatura per il miglior artista emergente a Rami Malek
  - Candidatura per la miglior colonna sonora a John Ottman
- 2019 - AACTA International Awards[48]
  - Miglior attore a Rami Malek
  - Candidatura per il miglior film
  - Candidatura per la miglior sceneggiatura a Anthony McCarten
- 2019 - Art Directors Guild Award[49]
  - Candidatura per i migliori costumi in un film d'epoca
- 2019 - British Academy Film Awards[50][51][52]
  - Miglior attore protagonista a Rami Malek
  - Miglior sonoro a John Casali, Tim Cavagin, Nina Hartstone, Paul Massey e John Warhurst
  - Candidatura per il miglior film britannico
  - Candidatura per la migliore fotografia a Newton Thomas Sigel
  - Candidatura per il miglior montaggio a John Ottman
  - Candidatura per i migliori costumi a Julian Day
  - Candidatura per il miglior trucco e acconciatura a Mark Coulier e Jan Sewell
- 2019 - Critics' Choice Awards[53]
  - Candidatura per il miglior attore a Rami Malek
  - Candidatura per i migliori costumi a Julian Day
  - Candidatura per il miglior trucco e parrucco
- 2019 - Cinema Audio Society Awards[54]
  - Miglior sonoro
- 2019 - David di Donatello[55]
  - Candidatura per il miglior film straniero
- 2019 - Eddie Awards[49][56]
  - Miglior montaggio in un film drammatico a John Ottman
- 2019 - Golden Reel Awards[57]
  - Miglior montaggio sonoro (dialoghi)
- 2019 - MTV Movie & TV Awards[58]
  - Candidatura per la miglior performance in un film a Rami Malek
- 2019 - Palm Springs International Film Festival[59]
  - Breakthrough Performance Award a Rami Malek
- 2019 - Producers Guild of America Awards[60]
  - Candidatura per il Darryl F. Zanuck Award al miglior film a Graham King
- 2019 - Satellite Award[61][62]
  - Miglior attore in un film commedia o musicale a Rami Malek
- 2019 - Screen Actors Guild Award[63][64]
  - Miglior attore protagonista a Rami Malek
  - Candidatura per il miglior cast cinematografico
- 2019 - Teen Choice Awards[65]
  - Candidatura per il miglior film drammatico
  - Candidatura per il miglior attore in un film drammatico a Rami Malek

## Casi mediatici
Nel 2021 lo sceneggiatore Anthony McCarten ha citato in giudizio il produttore Graham King e la sua casa di produzione GK Films per non aver ricevuto il giusto compenso garantito dal contratto; secondo lo sceneggiatore il film, che ha incassato oltre 900 milioni di dollari in tutto il mondo, risulta in deficit di 51 milioni secondo le dichiarazioni contabili della Twentieth Century Fox Film Corporation.

## Inesattezze storiche
Il film mostra una serie di fatti che si differenziano da quelli accaduti nella realtà:
- John Deacon non è entrato nei Queen insieme a Freddie Mercury nel 1970, ma l'anno successivo, dopo che il gruppo aveva ingaggiato e poi scartato altri tre bassisti.[67]
- Il personaggio di Ray Foster è fittizio e vagamente ispirato al capo della EMI Roy Featherstone. Egli era realmente contrario all'idea di pubblicare Bohemian Rhapsody, ma, a differenza del personaggio di Foster nel film, era comunque un sostenitore della band.[67]
- I Queen non si sono mai sciolti, eccetto una piccola pausa prima delle registrazioni di The Works nel 1983, quindi nella realtà l'esibizione al Live Aid non rappresentò una reunion[67]; i quattro membri si erano esibiti insieme una settimana prima a Osaka per l'ultima data del The Works Tour.[68]
- Freddie Mercury scoprì di essere positivo all'HIV non nel 1985 ma dopo il Live Aid, tra il 1986 e il 1987, arco temporale non coperto dal film.[67] Nel 1985 il cantante effettuò un primo test, che anzi diede risultato negativo.[69]
- Non vengono rispettati i tempi cronologici di alcune canzoni (Seven Seas of Rhye, Fat Bottomed Girls, We Will Rock You) e del concerto di Rock in Rio 1985.[70]

## Sequel
Nel 2019, dopo il successo del film, si era cominciato a parlare di un possibile sequel; nell'agosto 2021 Brian May ha dichiarato che la band è "al lavoro per trovare un'idea ed una sceneggiatura all'altezza del primo film, ma potrebbe volerci tempo".